# Rainer Agsten

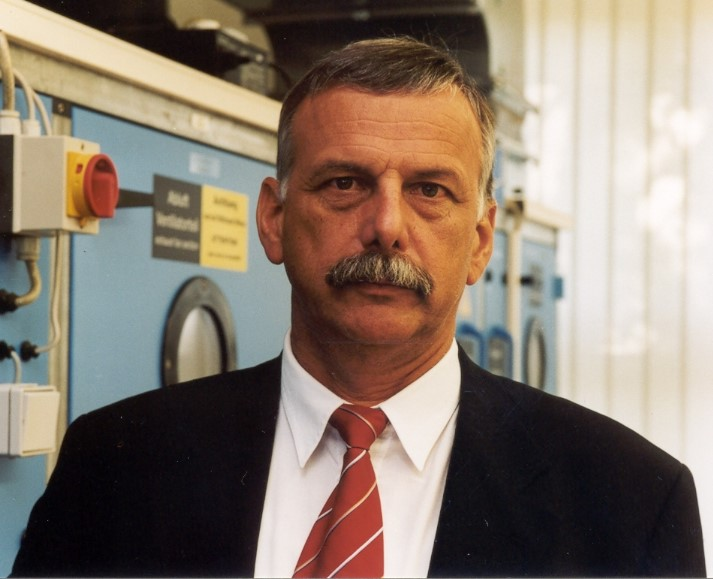
Rainer Agsten (HTWK Leipzig)

Rainer Agsten  (* 16. April 1944 in Leisnig; † 23. März 2020 in Leipzig) war ein deutscher Ingenieur und Professor für Heizungs-, Lüftungs- und Klimatechnik. Seine Spezialgebiete waren Kältetechnik und Tieftemperaturtechnik. Er wirkte als Dekan der Fakultät Maschinenbau und Energietechnik sowie als Prorektor für Wissenschaftsentwicklung der Hochschule für Technik, Wirtschaft und Kultur (HTWK) in Leipzig.

## Leben und Wirken
Rainer Agsten wurde in Leisnig bei Leipzig in Sachsen geboren. Von 1950 bis 1958 besuchte er in Leipzig eine Grundschule und von 1958 bis 1962 eine Oberschule, ab 1960 in Erweiterte Oberschule (EOS) umbenannt, an der er das Abitur ablegte.
Im Anschluss daran studierte er an der Technischen Universität Dresden. Zu seinen bekannten Professoren, die ihn geprägt haben, gehörten in dieser Zeit Norbert Elsner (1917–2001; Technische Thermodynamik, Energiewirtschaft), Günther Kraft (Wärmelehre, Wärmewirtschaft) u. a.
1968 schloss er sein Studium als Diplom-Ingenieur (Dipl.-Ing.) auf dem Gebiet Energie- und Wärmetechnik erfolgreich ab. Unmittelbar danach begann er eine Aspirantur am international renommierten Lehrstuhl für Kältetechnik (Leiter: Heinz Jungnickel), die er nach drei Jahren mit der Promotion zum Doktor-Ingenieur (Dr.-Ing.) abschloss mit dem Prädikat „summa cum laude“.
Danach arbeitete er eine Reihe von Jahre am Lehrstuhl von Heinz Jungnickel, dem Vorreiter der Kältetechnik an der TU Dresden. Diese Arbeit unter den national und international anerkannten Wissenschaftlern und Hochschullehrern war gravierend für seine gesamte berufliche Tätigkeit. Eine Gastlehrtätigkeit an der Universidad de Oriente in Santiago de Cuba war für ihn zugleich der Anlass, die Lehrbefähigung Facultas Docendi als Qualifikationsstufe zu erwerben.
Rainer Agsten war Koautor des Hochschullehrbuchs „Grundlagen der Kältetechnik“, das in mehreren Auflagen erschienen ist. Er gründete und leitete zugleich eine Arbeitsgruppe zu umweltorientierten Fragestellungen der Kältetechnik.
Nach erfolgreicher Tätigkeit an der TU Dresden wechselte Agsten in den Forschungs- und Entwicklungsbereich der Industrie, nämlich in das Institut für Luft- und Kältetechnik Dresden (ILK Dresden). Hier verschaffte er sich sehr schnell fachliche Anerkennung und stieg in weniger als fünf Jahren vom Arbeitsgruppenleiter zum Referenten des Institutsdirektors auf.
1990 ging Agsten als Projektleiter des Forschungsthemas „Ökomethan“ wieder zurück an die TU Dresden und war hier zugleich als Dozent für Kälte- und Klimatechnik tätig.

## Professor an der HTWK Leipzig
Agsten erhielt zum Wintersemester 1992/93 eine Berufung als Professor auf das Lehr- und Forschungsgebiet Heizungs-, Lüftungs- und Klimatechnik (HLK-Technik) am Fachbereich Maschinenbau und Energietechnik (später Fakultät; heute: Fakultät Ingenieurwissenschaften) der 1992 neu gegründeten Hochschule für Technik, Wirtschaft und Kultur (HTWK Leipzig, Gründungsrektor: Klaus Steinbock). Als Professor der ersten Stunde, damals noch in den Hochschulgebäuden in Markkleeberg, entwickelte er die Ausbildung von Diplom-Ingenieuren auf dem vorgegebenen Fachgebiet. Zusätzlich erweiterte er sein Berufungsgebiet um Lehr- und Forschungsangebote zur Kältetechnik und zur Tieftemperaturtechnik.
Neben seiner Lehre, die er mit Ideenreichtum, Engagement und Liebe gestaltete, stellte er sein umfangreiches wissenschaftliches Knowhow der Industrie zur Verfügung. Eine beachtliche Anzahl von Forschungsleistungen und viele Diplomarbeiten belegen seine aktive wissenschaftliche Tätigkeit.
Die Absolventen von Agsten arbeiten als anerkannte Fachleute im Bereich Kälte- und Klimatechnik in weltweit agierenden Unternehmen wie Faiveley und Bitzer, einige promovierten sogar an seiner ehemaligen Wirkungsstätte, der TU Dresden.
Die erfolgreichen Forschungsarbeiten fanden öffentliche Anerkennung, so bekam Agsten 2004 für die Entwicklung eines dezentralen Lüftungsgerätes den Innovationspreis der Stadt Leipzig. Im Folgejahr wurde ihm dieser Preis nochmals verliehen für seine gemeinsam mit der Klinik für Orthopädie der Universität Leipzig durchgeführten wissenschaftlichen Arbeiten.
Akademische Selbstverwaltung

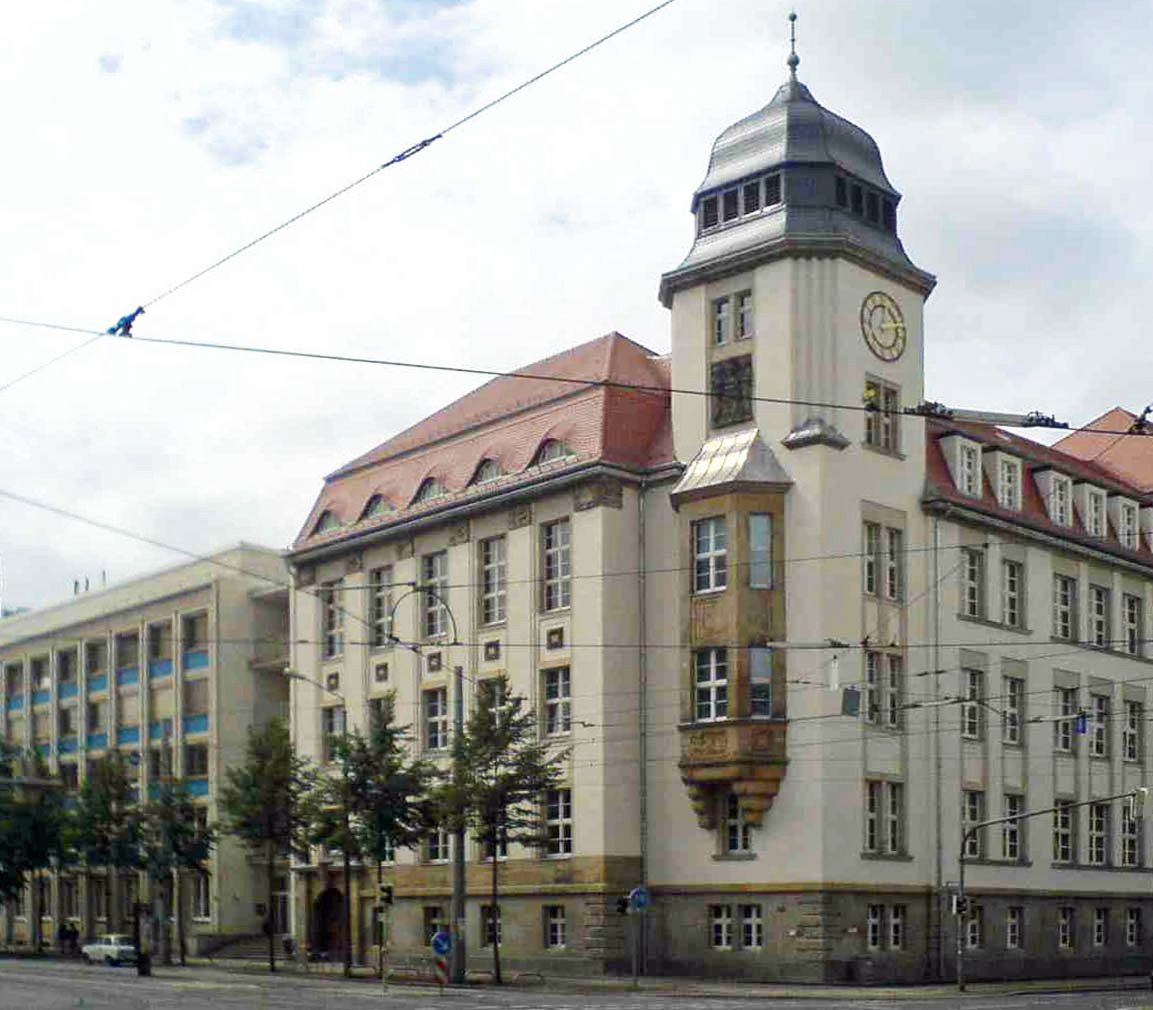
Leipzig, Karl-Liebknecht-Straße 132, ehemaliger Hauptsitz der Hochschule für Bauwesen, dann der TH Leipzig, heute HTWK-Hauptgebäude und Amtssitz des Rektors und der Prorektoren (Geutebrückbau)

1997 wurde Agsten in das Amt des Dekans der Fakultät Maschinenbau und Energietechnik gewählt. Hier war er auch für die Organisation und Durchführung wissenschaftlicher Veranstaltungen verantwortlich. Er brachte die Festschrift „50 Jahre Energietechnikausbildung am Standort Markkleeberg“ auf den Weg und gründete die regelmäßige zweitägige wissenschaftliche Fachveranstaltung „Energie + Gebäudetechnik“. Mehr als jeweils 200 Teilnehmende zeugen von hoher Attraktivität dieser wissenschaftlich-technischen Tagung, der er bis zu seinem Ruhestand als Programmverantwortlicher und Tagungsleiter vorstand.
Agsten war Initiator und Mitbegründer des Leipziger Instituts für Energie- und Umwelttechnik „LEGUT“. Seit 2019 ist als Nachfolgeinstitution das Institut für Energie-, Gebäude- und Umwelttechnik „EGU“ tätig.
2003 wurde Rainer Agsten Prorektor für Wissenschaftsentwicklung der HTWK Leipzig unter dem Rektorat von Manfred Nietner, Nachfolger des Gründungsrektors Klaus Steinbock. Agsten hat entscheidenden Anteil daran, dass die HTWK Leipzig ein anerkanntes Profil erlangen konnte und inzwischen zu den forschungsstarken Hochschulen für angewandte Wissenschaften in Deutschland gehört. Hierzu hat auch die Unterstützung von Agsten für die Arbeit des „Forschungs- und Transferzentrums (FTZ)“ an der HTWK nachhaltig beigetragen.
Agsten ging im Jahr 2009 in seinen altersbedingten Ruhestand. Er war ein über die Grenzen der TU Dresden, des ILK Dresden und der HTWK Leipzig hinaus bekannter Ingenieurwissenschaftler.

## Publikationen (Auswahl)
- Beitrag zur Optimierung von Stromzuleitungen in Tieftemperaturgebiete. Dissertation, Technische Universität Dresden, Fakultät für Energiewirtschaft, Dresden 1971.
- Heinz Jungnickel, Rainer Agsten, Wolf Eberhard Kraus: Grundlagen der Kältetechnik. Verlag Technik, Berlin 1980, 2. Auflage 1985, 3. Auflage 1990, ISBN 978-3-341-00806-5; Müller Verlag, Karlsruhe 1981, ISBN 978-3-7880-7131-8.